# Klappmützentaler
Klappmützentaler (Tallero del berretto) è il nome popolare usato per indicare la moneta sassone che fu battuta nel periodo tra il 1500 e il 1525 circa per la prima volta sotto il principe elettore Federico III, il Saggio (1486-1525). La moneta fu coniata a nome del principe e dei co-reggenti duchi Alberto il Coraggioso, (1464-1500) e Giovanni il Costante (1525-1532; nato 1469), rispettivamente zio e fratello del principe, nonché suo successore.
Dapprima fu coniata come Guldengroschen ed in seguito come tallero. La coniazione durò circa un quarto di secolo, fino alla morte di Federico.
La moneta, non datata, presenta da un lato l'immagine di Federico e dall'altra quella dei duchi.
Il nome fa riferimento al berretto (Klappmütze) indossato dai personaggi rappresentati sul rovescio.
Questo berretto (Mütze), aveva ali (Klappe) che potevano essere anche abbassate in caso di cattivo tempo. Klappmütze è anche il nome tedesco della foca dal berretto (Cystophora cristata).
Dopo la morte del duca Alberto (12 settembre 1500) le emissioni continuarono con l'immagine di suo figlio Giorgio il Barbuto, cugino del principe Federico.
Il Klappmützentaler appartiene alle prime emissioni di talleri in Germania e furono immesse in circolazione massicciamente in quel periodo.
Il Klappmützentaler ha un peso nominale di circa 29,2 g; il titolo è del 938/1000 ed il contenuto in argento è di 27,20 g circa
L'argento per la coniazione del Klappmützentaler proveniva dalle miniere nelle vicinanze dell'Erzberg. Le monete furono coniate ad Annaberg, Buchholz e per un breve periodo (maggio 1518 - luglio 1519) anche a Lipsia.
Il Klappmützentaler può essere considerato il diretto precursore del Joachimstaler della Boemia.